# Enn Reitel
Enn Reitel né le 21 juin 1950 à Forfar (Royaume-Uni), est un acteur britannique.

## Biographie
Les parents de Reitel sont arrivés en Écosse en tant que réfugiés d'Estonie et d'Allemagne. Enn a suivi une formation d'acteur à la Central School of Speech and Drama. En 1982, il a joué dans The Further Adventures of Lucky Jim, une sitcom sur BBC Two écrite par Dick Clement et Ian La Frenais (en). Il est apparu sur scène dans Me and My Girl au Adelphi Theatre en 1986. À la télévision, il a prêté sa voix aux personnages de l'émission de marionnettes satirique Spitting Image et a joué dans la sitcom ITV Mog. Il a joué le rôle principal dans Trust Me de Andrew Kazamia en 2007.
Il a également joué deux rôles dans différents épisodes de la sitcom One Foot in the Grave crée par David Renwick.

## Filmographie

### Télévision
- 1980 : Le Marchand de Venise (The Merchant of Venice) (TV) : Launcelot Gobbo
- 1981 : Misfits (série télévisée) : Skinner
- 1982 : The New Adventures of Lucky Jim (série télévisée) : Jim Dixon
- 1984 : Spitting Image (série télévisée) : Various Voices (voix)
- 1985 : Mog (série télévisée) : Mog
- 1986 : Spitting Image: Down and Out in the White House (TV) (voix)
- 1987 : Spitting Image: The Ronnie and Nancy Show (TV) (voix)
- 1988 : Barney (en) (série télévisée) : Narrator (voix)
- 1988 : Round the Bend (série télévisée) (voix)
- 1989 : Just Another Secret (TV)
- 1989 : One Way Out (TV) : Rick
- 1989 : The Staggering Stories of Ferdinand De Bargos (série télévisée)
- 1989 : Rory Bremner (série télévisée) : Various (1989-1990)
- 1990 : Canned Carrott (série télévisée) : Narrator (segment "Wiggy") (voix)
- 1993 : The Complete Guide to Relationships (TV) : Narrator (voix)
- 1993 : The Almost Complete History of the 20th Century (série télévisée) : Various characters (voix)
- 1994 : Carrott U Like (TV) (voix)
- 1995 : Le Vent dans les saules (The Wind in the Willows) (TV) (voix)
- 1996 : The Willows in Winter (TV) : Otter (voix)
- 1997 : Gobble (TV) : Voice over artist
- 1999 : Bremner, Bird and Fortune (série télévisée)
- 1999 : The Big Knights (série télévisée) : Wizard Zabodon (voix)
- 2001 : Le Politikon ("2DTV") (série télévisée) : Various Voices (2004-) (voix)
- 2002 : Mr. Bean: The Animated Series (série télévisée) : Additional voices (voix)
- 2003 : Monkey Dust (série télévisée)

### Cinéma
- 1996 : Bob's Weekend : Voice of Man on Television (voix)
- 1997 : Doppelgänger : Dowdsley (voix)
- 1997 : Full Monty : Le Grand Jeu (The Full Monty) : Narrator
- 2003 : Vanad ja kobedad saavad jalad alla : NATO general
- 2005 : Trust Me (en) : Joe
- 2005 : Les Noces funèbres de Tim Burton (Corpse Bride) : Maggot / Town Crier (voix)
- 2011 : Les Aventures de Tintin : Le Secret de La Licorne : Nestor / le marchand / M.Nichols, second de La Licorne

### Jeux vidéo
- 2011 : The Elder Scrolls V: Skyrim : Delvin Mallory
- 2016 : Batman: The Telltale Series : Alfred Pennyworth